# 嘉谟
嘉谟（穆麟德轉寫：giyamo；1711年—1777年），赫舍里氏，满洲镶蓝旗人，清朝官员。
乾隆二十一年（1756年），嘉谟接替四格任龙岩州知州一职。乾隆二十九年（1764年），由郭世勋接任。乾隆三十年（1765年），任永春直隶州知州。